# Ahmed Lyazidi
Pour l’article homonyme, voir Mohamed Lyazidi.
Ahmed El Yazidi a été ministre du Commerce, de l’Artisanat, et de la Marine marchande sous le Gouvernement Bekkay Ben M'barek Lahbil.
Il a été aussi l'un des signataires du Manifeste de l'indépendance.
Il a aussi été nommé ministre de la défense sous le Gouvernement Ahmed Balafrej.